# Luis Conte
Luis Conte (Santiago de Cuba; 16 de noviembre de 1954) es un percusionista cubano-estadounidense que ha trabajado con James Taylor, Madonna, Pat Metheny Group, Eric Clapton, Carlos Santana, Maná, Phil Collins, Rod Stewart y Shakira. Emigró a Los Ángeles en 1967, donde asistió a Los Angeles City College estudiando música y se afianzó en la comunidad musical. Conte comenzó su carrera musical como músico de estudio para jazz latino en presentaciones de Caldera. Su carrera despegó cuando se unió a la banda de gira de Madonna en la década de 1980. Hasta la fecha, Conte ha construido una carrera extremadamente exitosa que incluye una carrera componiendo y tocando en la banda del programa Dancing with the Stars de ABC, entre docenas o cientos de otros proyectos de televisión y cine.

## Discografía
- La cocina caliente (Denon, 1987)
- Black Forest (Denon, 1989)
- The Road (Weber Works, 1995)
- Cuban Dreams (Unitone Recording, 2000)
- En casa de Luis (BFM Jazz, 2011)